# گویش کوخردی
لهجهٔ کوخردی از لهجه‌های زبان لارستانی یا اَچُمی است.
کوخردی لهجهٔ ساکنان دهستان کوخرد و مردم بخش کوخرد شهرستان بستک در غرب استان هرمزگان است. این لهجه در جای‌جای منطقهٔ بخش کوخرد. نمودهای گوناگونی دارد، که بیشتر این تفاوت‌ها در تلفظ واژگان است.

## لهجه کوخردی وتفاوت‌هایش با دیگر لهجه‌های منطقه
| فارسی                  | بستکی             | کوخردی           | جناحی      | گوده‌ای          |
| ---------------------- | ----------------- | ---------------- | ---------- | --------------- |
| می‌آید                  | اَ تَندای / اَ انُدای | کَر انُدهُ          |            |                 |
| می‌کند                  | اَ کُردای           | کَر کِردُه          |            |                 |
| کجا می‌روید؟            |                   | کُه کَرفَتُش         | کُه کَهِش توُش |                 |
| نیامده                 | نَندهُ              |                  | نِندهِ       |                 |
| چرا این کار را می‌کنید؟ | چرا مِندهِ اَکُرداش   | چرا اِندهِ کَر کِردُش |            | چرا مِهنهِ اَکِرداش |

## تفاوت‌های لهجه کوخردی با فارسی معیار
- لَهوُز بُدِش : خسته شدی ــ مجروح شدی
- چُول بُدِه : خراب شده
- رئِت اوُشکِردِه : خودش را شیک کرده
- سالِفَه مَکنِی : زیاد صحبت نکنید
- زامِ شُمُون : نوبت شماست
- طَمیس اُم نِن: نمی‌بینم ــ چشمانم نمی‌بیند
- هَرنَت اوُش زتِ: بوق زد
- دُبرَک شُمَدِه : هلش نده
- نُول تَبا؟: کرایه همراه داری؟ ــ کرایه ماشین‌داری؟
- ِزگِرت بُدِسِّم : شیک شده‌ام.[۱][۷]

## اصطلاحات کوخردی
- برخی کلمات و اصطلاحات کوخردی، به همراه معنی آن‌ها را در زیر مشاهده می‌کنید:
- زَندَکاتُم اُش بُرد: مرا ترساند
- نَمُـوَلِش: امنیت نداری
- پَلکَن بـِبـُش: برو گم شو
- هیز: مکار (حیله‌گر)
- خِل تاس: خفه
- تَپـَتاس: گیچ
- بالَک: طاقچه
- قلم تُراش: تراش
- قلم پاک کُه: مدادپاک کن
- گَند : کثیف
- هَمریش : باجناغ (به شوهر خواهر همسر یک مرد می‌گویند)
- مُون خال: مادر زن
- مُو مُون شی: مادر شوهر
- بی بُونگ : النگو
- دِلَکُو : گنجشک
- آوون دِلَکُو: لانهٔ گنجشک
- پُرُنو: لانه(گنجشک)
- آوون: لانه عقرب، مار، موش و...
- پَل پَلَکُو : بادبادک
- طاسُو: کاسه
- زُزُه: جوجه تیغی
- چُدَک: مارمولک
- سُونگَلُو : توله سگ
- نِگلیس: گردن‌بند
- مایَه: تیله
- کاچ : کسی که چشمش چپ است
- کَلواز (کَل آواز): فریاد زدند.[۷]
- بَر مَزِچه: چرا

## ضرب‌المثلهای بخش کوخرد
- تَوُا مَعنی پاتیل ناکُن: خودش عیب دارد عیب دیگران می‌کند.
- حالا پیرزن پُمُدُونُش تَل بُدِه: کسانی که دیر متوجه موضوع می‌شوند.
- پیش خران چِه کاه بُوَد چِه زعفران: به آدمهای بی‌لیاقت گفته می‌شود.
- حیله ومَکر زُنُن پَکُو اَزِند اَنُن: حیله ومکر زنان زیاد است.[۸]
- اَگَه مِهمون نَمی‌خوای کَلادیدِش بِده: اگر از مهمان خوشت نمی‌آید اذیتش کن.

## خرافات در بخش کوخرد
- به هم زدن کلید باعث دعوا می‌شود .
- نگهداری کبوتر درخانه نحس است
- شب چهار شنبه به مهمانی رفتن درست نیست .
- دمپایی به عکس افتادن نحس است
- اگر به طرف زیارت دست دراز کنی باید انگشتانت را گاز بگیری .
- اول شب جارو زدن کار نادرستی است .[۲]

## آداب و رسوم در بخش کوخرد
- رسم است که هرگاه مسافر بعد از مدت‌ها از سفر برگردد یا یکی از نزدیکان شخصی، از حج.[۱] مراجعت نماید ویا فرزند کسی سربازی را به پایان برساند و به خانه مراجعه نماید بالای منزل خود وکلیه اقوام وخیشان به مدت یک هفته یک پرچم سبز افراشته وبدین وسیله خوشحالی خودرا به همه مردم اعلام می‌دارند.[۳]
- رسم است که در زیر گهواره بچه اسفند دود می‌کنند به این اعتقاد که چشم حسود کور شود و مرض به بچه نزدیک نشده و از او دور گردد.[۱][۲][۵]

## فرهنگ و هنر ومذهب در منطقهٔ کوخرد هرمزگان
- کلیه ساکنان منطقهٔ کوخرد، مسلمان و اهل سنت از شاخه شافعی هستند. دین مردم منطقه پیش از ورود اسلام دین زرتشتی بوده و آثار زیادی از آن زمان به جای مانده‌است ولی امروزه تمامی مردم این شهرستان سنی و مسلمانند.[۹] دهستان کوخرد یکی از قدیمی‌ترین دهستان‌های بخش کوخرد در شهرستان بستک هرمزگان است. از گفتاره کهن سالان روایت است که کوخرد زرتشتینشین (گبر) بوده‌است و پنج هزار سال قبل از اسلام تاریخ دارد و در زمان قدیم به نام شهرسیبه معروف بوده‌است. کتاب تاریخ کامبریدج عن تاریخ ایران، جلد ششم از کوخرد وکاروان‌های بازرگانی و راه‌های آن دوران نام برده‌است.[۳][۱۰] بنا به گفته ریش‌سفیدان محل، نام قدیم کوخرد سیبه بوده‌است و حاکمان این محل مناطق بسیاری را زیر نظر داشته‌اند به‌طوری‌که خرما و محصولات کشاورزی از بستک و روستاهای اطراف آن که تحت تصرف آن‌ها بوده به سیبه «کوخرد» انتقال داده می‌شده‌است و در «بازار سیبه» که یکی از مشهورترین بازار منطقه در آن دوران بوده‌است به عرصهٔ فروش گذاشته می‌شده‌است. گفته ریش‌سفیدان مردم سیبه پس از ورود دین اسلام در عهد خلیفه دوم عمربن خطاب مسلمان می‌شوند و نام سیبه را به «کُویِ خِرَد» تغییر می‌دهند که به معنای دیار عاقلان و دانایان و خردمندان و هوشیاران است که در اثر کثرت استعمال و با گذشت زمان به کوخرد تبدیل می‌شود. روستای کوخرد در ۲ کیلومتری شمال رودخانه مهران واقع است.[۱۰][۱۱][۱۲]

## فهرست منابع و مآخذ
- محمدیان، کوخردی، محمد. به یاد کوخرد ج۲. چاپ اول، دبی: سال انتشار ۲۰۰۳ میلادی.
- نشریه (سلام کوخرد) - چاپ کوخرد.
- محمد، صدیق «تاریخ فارس» صفحه‌های (۵۰–۵۱–۵۲–۵۳)، چاپ سال ۱۹۹۳ میلادی.
- نشریه سلام سیبه - چاپ کوخرد.
- محمدیان، کوخردی، محمد،  (شهرستان بستک و بخش کوخرد) ، ج۱. چاپ اول، دبی: سال انتشار ۲۰۰۵ میلادی.
- الکوخردی، محمد، بن یوسف، (کُوخِرد حَاضِرَة اِسلامِیةَ عَلی ضِفافِ نَهر مِهران Kookherd, an Islamic District on the bank of Mehran River) الطبعة الثالثة، دبی: سنة ۱۹۹۷ للمیلاد.
- Peter Jackson and Lawrence Lockhart (Ed) (1986), Vol. 6th, The Cambridge History of Iran: Cambridge University Press
- ذکرت کوخرد فی واحد من اهم المراجع الاجنبیة التاریخیة عن ایران فی سنة ۱۶۴۹ للمیلاد، وهو کتاب: (کامبریدج عن تاریخ ایران)، فی المجلد السادس.